# Pulchrapollia gracilis
Pulchrapollia gracilis — викопний вид папугоподібних птахів вимерлої родини Halcyornithidae. Скам'янілі рештки виду знайдені у еоценових відкладеннях формування Лондон Клей в Англії. Голотип BMNH 6207 складається з часткового скелету, що містить елементи кінцівок, хребта та ребер.